# Кубок Словении по волейболу среди мужчин
Кубок Словении по волейболу — второй по значимости, после национального чемпионата, турнир в ряду соревнований волейбольных клубов Словении. Проводится с 1995 года.

## Победители турнира
| Сезон | Чемпион                           |
| ----- | --------------------------------- |
| 1995  | «Марибор»                         |
| 1996  | «Салонит-Анхово» Канал-об-Сочи    |
| 1997  | «Салонит-Анхово» Канал-об-Сочи    |
| 1998  | «Фужинар-Метал» Равне-на-Корошкем |
| 1999  | «Фужинар-Метал» Равне-на-Корошкем |
| 2000  | «Салонит-Анхово» Канал-об-Сочи    |
| 2001  | «Кальцит» Камник                  |
| 2002  | «Салонит-Анхово» Канал-об-Сочи    |

| Сезон | Чемпион                        |
| ----- | ------------------------------ |
| 2003  | «Салонит-Анхово» Канал-об-Сочи |
| 2004  | «Салонит-Анхово» Канал-об-Сочи |
| 2005  | «АК Воллей Блед»               |
| 2006  | «Марибор»                      |
| 2007  | «АК Воллей Блед»               |
| 2008  | «АК Воллей Блед» Радовлица     |
| 2009  | «АК Воллей Блед» Радовлица     |
| 2010  | «АК Воллей Блед» Радовлица     |

| Сезон | Чемпион                    |
| ----- | -------------------------- |
| 2011  | «АК Воллей Блед» Радовлица |
| 2012  | «АКХ Воллей» Любляна       |
| 2013  | «АКХ Воллей» Любляна       |
| 2014  |                            |
| 2015  |                            |

### Титулы
| Клуб                              | Победы |
| --------------------------------- | ------ |
| «АК Воллей» Любляна               | 8      |
| «Салонит-Анхово» Канал-об-Сочи    | 6      |
| «Марибор»                         | 2      |
| «Фужинар-Метал» Равне-на-Корошкем | 2      |
| «Кальцит» Камник                  | 1      |